# Бревил (Калвадос)
Бревил (фр. Bréville) је насељено место у Француској у региону Доња Нормандија, у департману Калвадос.
По подацима из 2011. године у општини је живело 650 становника, а густина насељености је износила 136,84 становника/km².

## Демографија
| 1962. | 1968. | 1975. | 1982. | 1990. | 2011. |
| ----- | ----- | ----- | ----- | ----- | ----- |
| 301   | 387   | 441   | 529   | 515   | 650   |